# Anastomus
Az Anastomus a madarak (Aves) osztályának a gólyaalakúak (Ciconiiformes) rendjébe, ezen belül a gólyafélék (Ciconiidae) családjába tartozó nem.

## Tudnivalók
Az Anastomus-fajok nagytestű vízimadarak. Legfőbb jellemzőjük a hosszú csőrük. A csőr két része csak a végénél ér össze. Az afrikai tátogató gólya szájpadlásán lemezszerű képződmények vannak; ezek az ázsiai fajnál hiányzanak. Ezek a madarak főleg puhatestűekkel táplálkoznak.

## Rendszerezés
A nembe az alábbi 2 élő faj tartozik:
- afrikai tátogatógólya (Anastomus lamelligerus) Temminck, 1823
- ázsiai tátogatógólya (Anastomus oscitans) Boddaert, 1783

### Fordítás
- Ez a szócikk részben vagy egészben  az   Openbill stork című angol Wikipédia-szócikk ezen változatának fordításán alapul.  Az eredeti cikk szerkesztőit annak laptörténete sorolja fel. Ez a jelzés csupán a megfogalmazás eredetét és a szerzői jogokat jelzi, nem szolgál a cikkben szereplő információk forrásmegjelöléseként.